# گریگوری برتیه
گریگوری برتیه (انگلیسی: Grégory Berthier؛ زادهٔ ۱۱ نوامبر ۱۹۹۵) بازیکن فوتبال اهل فرانسه است.
از باشگاه‌هایی که در آن بازی کرده‌است می‌توان به باشگاه فوتبال اوسر اشاره کرد.